# Mohamed Benhima
Mohamed Benhima in arabo  محمد بنهيمة  (Safi, 25 giugno 1924 – Rabat, 23 novembre 1992) è stato un politico marocchino, Primo ministro del Marocco dal luglio 1967 all'ottobre 1969, sostenuto dal Fronte per la Difesa delle Istituzioni Costituzionali.
| Controllo di autorità | VIAF (EN) 46635287 · ISNI (EN) 0000 0000 5159 2377 · LCCN (EN) nr93025679 · GND (DE) 1216399484 |